# Dragon Glacier
Der Dragon Glacier (englisch; polnisch Lodowiec Smoka ‚Drachengletscher‘) ist ein Gletscher auf King George Island im Archipel der Südlichen Shetlandinseln. Er fließt vom Kraków Dome in nördlicher Richtung am Wawel Hill vorbei zur Admiralty Bay.
Polnische Wissenschaftler benannten ihn 1980. Namensgeber ist der legendäre „Drache von Krakau“, das im Gründungsmythos der Stadt Krakau vom Vandalen-Herzog Krak erlegte Untier.